# Patalene puber
Patalene puber är en fjärilsart som beskrevs av Augustus Radcliffe Grote och Robinson 1867. Patalene puber ingår i släktet Patalene och familjen mätare. Inga underarter finns listade i Catalogue of Life.